# Tesserodoniella meridionalis
Tesserodoniella meridionalis är en skalbaggsart som beskrevs av Vaz-de-mello och Halffter 2006. Tesserodoniella meridionalis ingår i släktet Tesserodoniella och familjen bladhorningar. Inga underarter finns listade i Catalogue of Life.